# Turja Bystra
Turja Bystra (ukrajinsky Тур'я Бистра / Tur'ja Bystra, rusínsky Туря Быстра / Turja Bystra, maďarsky Turjasebes, slovensky Turjanské Bystré, česky v období ČSR též Tuří Bystrá/Bystrý) je obec v okrese Užhorod Zakarpatské oblasti na Ukrajině. Částí obce Turja Bystra je Svaljavka. V roce 2025 žilo v celé obci 1615 obyvatel.

## Historie
Do uzavření Trianonské smlouvy byla obec součástí Uherska, poté součástí Československa. Od roku 1945 byla součástí Ukrajinské sovětské socialistické republiky, která byla součástí SSSR. Od roku 1991 je součástí nezávislé Ukrajiny.

## Významní rodáci
- Jan Plovajko (1922–2020) – český plukovník, válečný veterán druhé světové války oceněný Řádem Bílého lva